# Lill-Skåltjärnen
Lill-Skåltjärnen är en sjö i Härjedalens kommun i Hälsingland och ingår i Ljusnans huvudavrinningsområde.